# استر آووهاند
استر آووهاند (انگلیسی: Esther Ouwehand؛ زادهٔ ۱۰ ژوئن ۱۹۷۶) سیاست‌مدار، مدیریت بازاریابی اهل پادشاهی هلند است. او یکی از پنج عضو مجلس نمایندگان پارلمان هلند برای حزب حیوانات است. او یک گیاهخوار است. 
وبلاگی هلندی "لردان متال" مصاحبه ای با استر آووهاند انجام داد که در آن استر در مورد علاقه عمیق‌اش به موسیقی هارد راک و هِوی متال سخن گفت.